# Осада Куско (1536—1537)

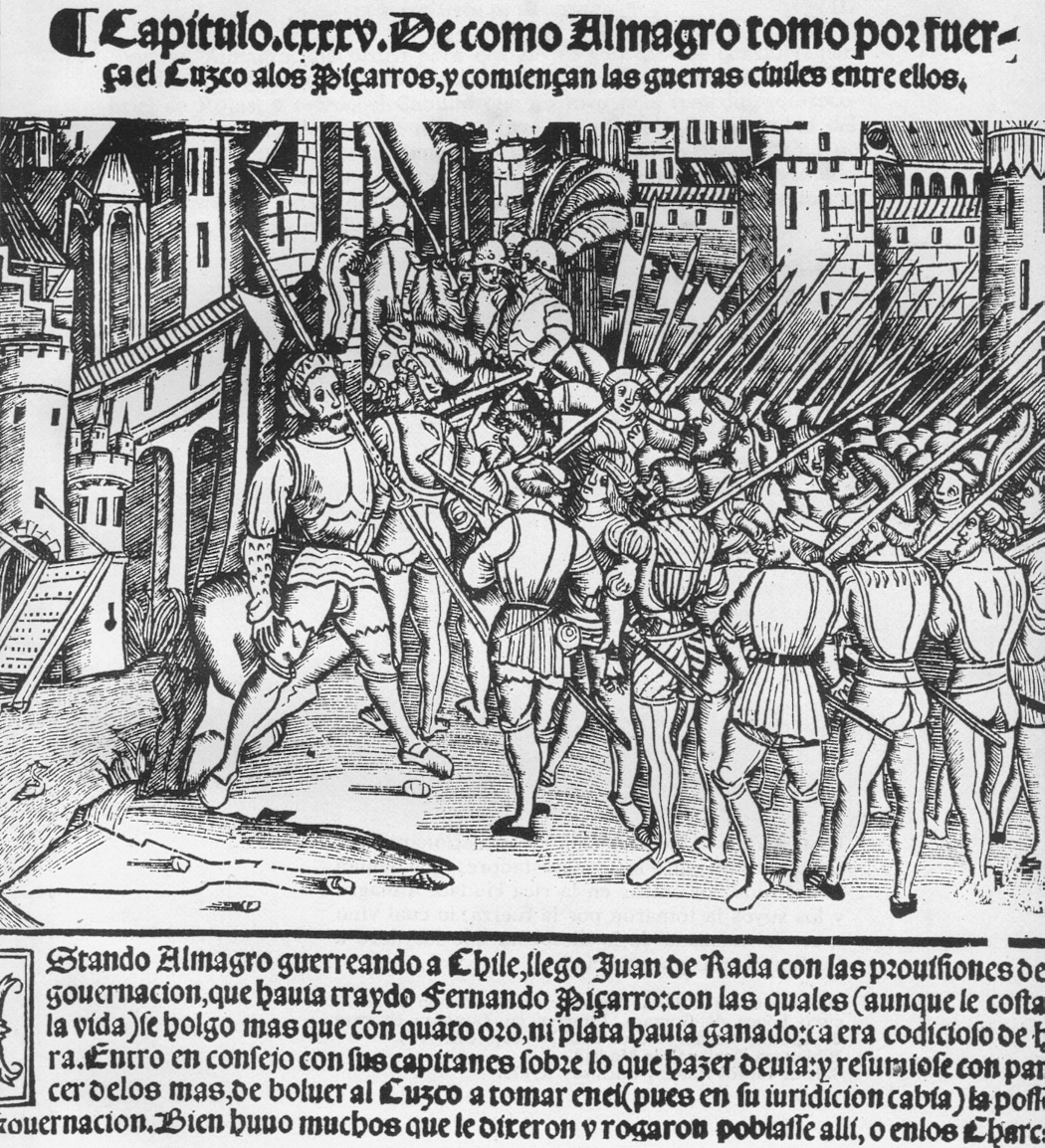
Альмагро занимает Куско

Осада Куско (6 мая 1536 — весна 1537) — 10-месячная осада армией императора инков Манко Инки Юпанки испанского гарнизона города Куско, состоявшего из конкистадоров и индейцев во главе с Эрнандо Писарро. В марте 1537 года инки отступили, а в апреле 1537 года город взял испанский отряд Диего де Альмагро, который враждовал с Писарро.
Экспедиция Франсиско Писарро захватила столицу инков Куско 15 ноября 1533 года после победы над армией инков, руководимой Кискисом. В следующем месяце конкистадоры поддержали коронацию Инки Манко императором инков с целью сохранения контроля над империей. Реальная же власть полностью принадлежала испанцам, подвергавших нового императора многочисленным унижениям и поместивших его в заключение после попытки бегства в ноябре 1535 года. После своего освобождения в январе 1536 года Инка Манко смог покинуть Куско 18 апреля, обманув Эрнандо Писарро, чтобы на самом деле готовить уже намеченное восстание инков.
Осознав свою ошибку, Эрнандо Писарро возглавил экспедицию против войска Инки Манко, которое собралось в близкой к городу долине Юкай, однако его атака не удалась, так как он недооценил размер армии инков. Инка Манко же не спешил сразу атаковать Куско, собирая армию, численность которой варьировалась от 100 000 до 200 000 воинов (называют также цифру от 40 000); им противостояли 190 испанцев, среди них 80 всадников, и несколько тысяч индейцев. Осада Куско началась 6 мая 1536 года полномасштабной атакой армии инков по направлению к главной площади города; им удалось занять большую часть Куско, в то время как испанцы укрылись в двух больших зданиях возле главной площади. Конкистадорам удавалось отражать с этих позиций атаки инков и совершать успешные рейды против осаждающих.
Чтобы улучшить свою позицию, испанцы решили атаковать комплекс Саксайуаман, служивший главной базой подготовки военных действий инков. 50 всадников, возглавляемых Хуаном Писарро, вместе с индейскими союзниками смогли преодолеть менее других защищённые рубежи и баррикады инков, совершив широкий обходной манёвр за пределами Куско. Во время лобовой атаки против стен Саксайуамана, Хуан Писарро, не надевший шлем из-за полученной ранее травмы челюсти, получил удар камнем в голову, приведший к его смерти несколько дней спустя. На следующий день испанцы отбивались от многократных контратак индейцев и сооружали штурмовые лестницы, которые использовали той же ночью в уже своём штурме подпорных стен крепости. Испанцам удалось их захватить, вынудив инков укрыться в трёх больших башнях и группе других построек крепости. Военачальники инков Паукар Уаман и верховный жрец Вильяк Уму приняли решение покинуть башни, прорвавшись через осаждающих испанцев к лагерю Инки Манко в Кальке, чтобы умолять того о подкреплении. Расчёт был на то, что если оставшиеся 2 тысячи защитников смогли бы удержать крепость Саксайуаман, то контратака пришедших на помощь индейцев могла бы загнать испанцев в ловушку её мощных стен. Попытка прорыва увенчалась успехом, и оставшиеся в крепости инки попали под командование Титу Куси Гуальпы, имевшего знатное происхождение. Однако, несмотря на ожесточённое сопротивление Титу испанцам удалось твёрдо закрепиться в Саксайуамане до прихода подкрепления инков.
Захват Саксайуамана ослабил давление на испанский гарнизон в Куско, военные действия теперь сводились к ежедневным стычкам, прерываемым лишь инками во время их религиозных праздников во время новолуния. В этот период испанцы действовали жестоко, чтобы деморализовать индейцев, в частности, Эрнандо Писарро приказывал убивать всех захваченных женщин. Воодушевлённый своими успехами, Эрнандо Писарро возглавил атаку на лагерь Инки Манко, располагавшийся теперь в Ольянтайтамбо, в отдалении от Куско. Однако Инка Манко смог победить испанцев в битве при Ольянтайтамбо благодаря укреплениям и сложному рельефу местности. Испанский гарнизон добивался больших успехов в нескольких рейдах, целью которых было пополнение истощавшихся запасов продовольствия. Между тем, Инка Манко, решив извлечь выгоду из победы при Ольянтайтамбо, предпринял новую атаку на Куско; однако, испанская кавалерия, столкнувшись с армией инков, разрушила весь эффект неожиданности этого нападения индейцев. В ту же ночь испанцы организовали свою атаку на армию инков, застав тех врасплох.
После 10 месяцев жестокой борьбы в Куско, где важную роль играл фактор морального состояния сторон, Инка Манко решил снять осаду Куско и отойти к Вилькабамбе. Принято считать, что возможное взятие Куско было последним шансом инков отстоять свою империю; но в то же время это решение могло быть реакцией на идущих из Чили испанцев, возглавляемых Диего де Альмагро. Тому, враждовавшему с братьями Писарро, удалось взять Куско 18 апреля 1537 года.